# Джаляль Хоссейні
Джаляль Хоссейні (перс. سید جلال حسینی, нар. 3 лютого 1982, Бандар-Анзалі) — іранський футболіст, захисник клубу «Аль-Аглі» та національної збірної Ірану.

## Клубна кар'єра
У дорослому футболі дебютував 2004 року виступами за команду клубу «Малаван», в якій провів один сезон, взявши участь у 30 матчах чемпіонату. 
Своєю грою за цю команду привернув увагу представників тренерського штабу клубу «Сайпа», до складу якого приєднався 2005 року. Відіграв за команду з Кереджа наступні чотири сезони своєї ігрової кар'єри. Більшість часу, проведеного у складі «Сайпи», був основним гравцем захисту команди.
2009 року уклав контракт з клубом «Сепахан», у складі якого провів наступні три роки своєї кар'єри гравця.  Граючи у складі «Сепахана» також здебільшого виходив на поле в основному складі команди.
До складу клубу «Персеполіс» приєднався 2012 року, підписавши контракт на один рік. В лютому 2013 року  продовжив контракт з клубом ще на один рік та став найкращим захисником чемпіонатом Ірану і одним з гравців, які зробили внесок у друге місце «Персеполіса» в Чемпіонаті 2013/14 року.
17 липня 2014 року підписав однорічний контракт з клубом «Аль-Аглі».

## Виступи за збірні
Протягом 2003–2006 років  залучався до складу молодіжної збірної Ірану.
2007 року дебютував в офіційних матчах у складі національної збірної Ірану.
У складі збірної був учасником кубка Азії 2007 року та кубка Азії 2011 року.

## Титули і досягнення
- Чемпіон Ірану (9):

Сайпа: 2006-07
Сепахан: 2009-10, 2010-11, 2011-12
Персеполіс: 2016-17, 2017-18, 2018-19, 2019-20, 2020-21
- Володар Кубка Ірану (1):

Персеполіс: 2018-19
- Володар Суперкубка Ірану (4):

Персеполіс: 2017, 2018, 2019, 2020
Збірні
- Бронзовий призер Азійських ігор: 2006